# Мирабо, Андре Бонифас Луи Рикети де
Виконт Андре Бонифас Луи Рикети де Мирабо (фр. André Boniface Louis Riquetti de Mirabeau; 30 ноября 1754, Париж — 15 сентября 1792, Фрайбург-им-Брайсгау, Брейсгау) — французский политик, общественный и военный деятель, журналист, писатель

, один из самых консервативных деятелей периода начала Великой Французской революции. Масон.

## Биография
Сын известного французского экономиста и философа маркиза Виктора Рикети де Мирабо, младший брат деятеля Великой Французской революции, графа Оноре де Мирабо. В ноябре 1771 года вступил на военную службу суб-лейтенантом драгун Лотарингского Легиона, с 1774 года воспитывался у рыцарей Мальтийского ордена, где заслужил себе устойчивую репутацию развратника и пьяницы.
Из-за распутного образа жизни получил прозвище «Мирабо-Бочка». Тучный от пьянства, был развратником, как и его знаменитый старший брат. В 1778 году был изгнан из ордена за разрушение в пьяном виде нескольких статуй святых.
Возвратился во Францию и 29 мая 1778 года был произведён в капитаны с назначением в пехотный полк Нивернуа, 2 февраля 1780 года отплыл из Бреста в Северную Америку вместе с Лафайетом).
Во время американской революции служил полковником Туреньского полка под командованием маршала Рошамбо, в 1781 году был участником битвы при Йорктауне и нескольких морских сражений с англичанами в Вест-Индии. В следующем году дважды едва не утонул.
Вернувшись в Париж, стал членом масонской ложи «Contrat social». Когда разразилась Великая французская революция, произошла стычка между Туреньским полком (Régiment de Touraine), которым он командовал, и революционным Régiment de Vermandois.
После того, как его долги оплатил отец, Андре де Мирабо был избран дворянством Лиможа депутатом Генеральных штатов Франции. В отличие от своего брата, всегда выступал против Французской революции. Был ярым консерватором и выступал против всего, что угрожало старому режиму. Активный противник отмены привилегии правящих классов, духовенства и дворянства.
В 1790 году вышел в отставку и покинул Францию, чтобы присоединиться к лояльным королю контрреволюционным силам в Германии. Пытался организовать полк, который должен был носить его имя. Однако его наглость оттолкнула немецких князей, и ему не удалось сформировать полк из французских ссыльных и дезертиров. Умер от инсульта во Фрайбурге в сентябре 1792 года и был похоронен на военном кладбище там же. В 1828 году его прах был перезахоронен на нынешнем Старом кладбище.
Полностью разделял эксцентричную семейную гордость; хвастался гением своего брата, даже когда яростно ему противостоял.

## Творчество
Автор нескольких стихов и брошюр. Остроумный писатель, автор бесчисленных анекдотов, сотрудничал с журналом Les Actes des Apôtres «Деяния апостолов»).